# Eliza Rose
Eliza Rose (* im East End, London; eigentlich Eliza Rose Creese) ist eine britische Musikproduzentin, DJ und Sängerin. Sie steht derzeit bei Warner Music unter Vertrag.

## Leben
Eliza Rose wurde im East End von London geboren und wuchs in Dalston auf. Mit 15 begann sie im Londoner Plattenladen Flashback zu arbeiten. Sie war in ihrer Jugend ein großer Jazz- und Soul-Fan und begann 2014 mit dem DJing. Über das DJing kam sie auch zur Musikproduktion. Für The Vinyl Factory moderierte sie eine Radioshow. Außerdem kollaborierte sie mit Künstlern wie Angel D'Lite, M4A4 und Cody Currie.
2022 sandte ihr der DJ und Musikproduzent Interplanetary Criminal den Song B.O.T.A. (Baddest of Them All) zu. Sie schrieb dazu einen Text, der von Pam Griers Darstellung im Film Coffy – die Raubkatze (1973) inspiriert war. Der Song entwickelte sich zu einem großen Hit. Er wurde in den Londoner Clubs gespielt und auf dem Glastonbury Festival 2022. Im September erreichte er Platz 1 der britischen Charts, womit sie seit dem 2002er Erfolg It Feels so Good (Remix) von Sonique die erste weibliche DJ ist, die Platz 1 erreichte.

## Diskografie

### EPs
- 2021: Flame (mit Cody Currie)
- 2022: Shades of Red (mit M4A4)

### Singles
- 2021: Flame (mit Cody Currie)
- 2021: Another Love (mit Cody Currie)
- 2022: Thirty Three (Eliza Rose Re-Rub) (mit Wayward)
- 2022: Delectable (mit M4A4)
- 2022: Move to the
- 2022: B.O.T.A. (Baddest of Them All) (mit Interplanetary Criminal)
- 2023: Body Moving (mit Calvin Harris)

## Auszeichnungen für Musikverkäufe
| Goldene Schallplatte - Frankreich - 2024: für die Single B.O.T.A. (Baddest of Them All) - Kanada - 2023: für die Single B.O.T.A. (Baddest of Them All) - Niederlande - 2023: für die Single B.O.T.A. (Baddest of Them All) - Spanien - 2025: für die Single B.O.T.A. (Baddest of Them All) | Platin-Schallplatte - Australien - 2022: für die Single B.O.T.A. (Baddest of Them All) - Polen - 2023: für die Single B.O.T.A. (Baddest of Them All) 2× Platin-Schallplatte - Neuseeland - 2024: für die Single B.O.T.A. (Baddest of Them All) |

Anmerkung: Auszeichnungen in Ländern aus den Charttabellen bzw. Chartboxen sind in ebendiesen zu finden.
| Land/RegionAuszeichnungen für Musikverkäufe (Land/Region, Auszeichnungen, Verkäufe, Quellen) | Silber  | Gold     | Platin     | Verkäufe  | Quellen             |
| -------------------------------------------------------------------------------------------- | ------- | -------- | ---------- | --------- | ------------------- |
| Australien (ARIA)                                                                            | —       | —        | Platin1    | 70.000    | aria.com.au         |
| Frankreich (SNEP)                                                                            | —       | Gold1    | —          | 100.000   | snepmusique.com     |
| Kanada (MC)                                                                                  | —       | Gold1    | —          | 40.000    | musiccanada.com     |
| Neuseeland (RMNZ)                                                                            | —       | —        | 2× Platin2 | 60.000    | radioscope.co.nz    |
| Niederlande (NVPI)                                                                           | —       | Gold1    | —          | 40.000    | nvpi.nl             |
| Polen (ZPAV)                                                                                 | —       | —        | Platin1    | 50.000    | olis.pl             |
| Spanien (Promusicae)                                                                         | —       | Gold1    | —          | 30.000    | elportaldemusica.es |
| Vereinigtes Königreich (BPI)                                                                 | Silber1 | —        | 2× Platin2 | 1.400.000 | bpi.co.uk           |
| Insgesamt                                                                                    | Silber1 | 4× Gold4 | 6× Platin6 |           |                     |